# Leandra agrestis
Leandra agrestis är en tvåhjärtbladig växtart som först beskrevs av Jean Baptiste Christophe Fusée Aublet, och fick sitt nu gällande namn av Giuseppe Raddi. Leandra agrestis ingår i släktet Leandra och familjen Melastomataceae. Inga underarter finns listade i Catalogue of Life.